# A Madman Dreams of Turing Machines
A Madman Dreams of Turing Machines é um livro escrito por Janna Levin e que foi lançado em 18 de setembro de 2007, cujo tema principal gira em torno das vidas dos matemáticos Kurt Gödel e Alan Turing. A editora do livro é Anchor Books.